# ビセンテ・アレイクサンドレ
ビセンテ・アレイクサンドレ（Vicente Pío Marcelino Cirilo Aleixandre y Merlo, 1898年4月26日-1984年12月14日）は、スペイン・セビリア出身の詩人。1977年にノーベル文学賞を受賞した。27年世代の一人で、1984年にマドリードで死去した。

## 人物

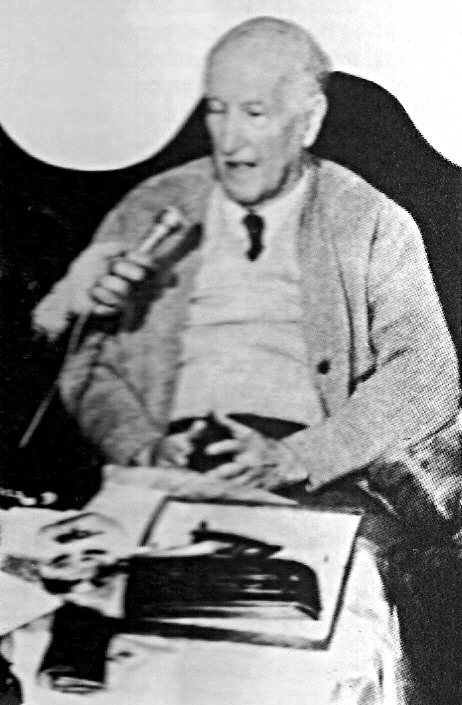
1977年

主に散文詩を書いていた頃の初期の詩は高度にシュルレアリスム的であり、地球や海を表すシンボルを用いて自然の美しさを賞賛していた。アレイクサンドレの初期の詩の多くは悲しみに満ちている。これは情熱を失い自由な精神を無くす人々を見た彼の気持ちを反映している。彼の初期の詩集には1935年に出版されたPassion of the Earthや1933年のDestruction or Loveがある。
1944年のShadow of Paradiseでは仲間、友情、精神の結合といったものをテーマに据えた。彼の後期の詩集には1954年のHistory of the Heartや1962年のIn a Vast Dominionがある。
アレイクサンドレはマドリード大学で法律を学んだ。彼の詩集は1977年に出版されたTwenty Poems of Vicente Aleixandreで英訳されている。
日本では、アルトゥロ・ラモネダ編著、鼓直・細野豊編訳『ロルカと二七年世代の詩人たち』（土曜美術社出版販売、2007年）で、新谷美紀子の訳で17篇の詩が翻訳されている。